# Крашанка (фільм)
«Крашанка» — українська сімейна кінокомедія 2024 року режисера Тараса Дудара. Головні ролі у фільми виконали Олеся Жураківська, Дар'я Легейда, Володимир Гладкий, Станіслав Боклан та Михайло Пулянський.
Гасло фільму: «Перемога — справа сімейна».
В українському прокаті з 25 квітня 2024 року.

## Сюжет
Родина Забіяк, яка не бачилася багато років, попри війну, збирається на Великдень в батьківському будинку. Дві сестри та брат шукають затишку, але знаходять батька, який досить дивно поводиться: будує ракету, щоб вдарити по Москві та завершити війну. Чи зможуть вони впоратися з його безглуздим планом і своїми власними протиріччями?

## У ролях
- Станіслав Боклан — Іван Забіяка, батько
- Олеся Жураківська — старша донька
- Дар'я Легейда — молодша донька
- Володимир Гладкий — син
- Михайло Пулянський — онук
- Артур Логай
- Людмила Загорська
- Євген Сінчуков
- Євгенія — сусідка
- Ігор Портянко
- Наталія Кобізька

## Виробництво
Фільмування відбувалися восени 2023 року в Києві та Київській області.